# La Cleopatra
La Cleopatra és una òpera en dos actes de Domenico Cimarosa, amb llibret de F. Moretti. S'estrenà al Palau d'Hivern de l'Ermitage de Sant Petersburg el 26 de desembre de 1789.
La Cleopatra fou un encàrrec de la reina Caterina II el 1788. A Cimarosa i a Moretti se'ls hi encomanà una òpera més aviat curta i amb una trama relativament simple. Com a resultat, l'òpera dura aproximadament cent minuts, una llargada més curta per a una òpera d'aquell temps. L'argument és també molt senzill, faltant-li els girs i les intrigues típics d'altres òperes sèries de l'època. Musicalment l'òpera es constitueix principalment per àries amb només uns quants duos, un quartet, un ballet, i una marxa. 	